# 5608 Олмос
5608 Олмос (5608 Olmos) — астероїд головного поясу, відкритий 12 березня 1993 року.
Тіссеранів параметр щодо Юпітера — 3,392.